# Eudistoma tumidum
Eudistoma tumidum är en sjöpungsart som beskrevs av Kott 1990. Eudistoma tumidum ingår i släktet Eudistoma och familjen Polycitoridae. Inga underarter finns listade i Catalogue of Life.